# Роум (Техас)
Роум (англ. Rhome) — місто (англ. city) в США, в окрузі Вайз штату Техас. Населення — 1630 осіб (2020).

## Географія
Роум розташований за координатами 33°4′44″ пн. ш. 97°29′36″ зх. д. / 33.07889° пн. ш. 97.49333° зх. д. (33.078895, -97.493199).  За даними Бюро перепису населення США в 2010 році місто мало площу 11,98 км², з яких 11,83 км² — суходіл та 0,14 км² — водойми.

## Демографія
Згідно з переписом 2010 року, у місті мешкали 1522 особи в 546 домогосподарствах у складі 422 родин. Густота населення становила 127 осіб/км².  Було 588 помешкань (49/км²).
Расовий склад населення:
| - 87,0 % — білих - 1,4 % — корінних американців - 0,7 % — чорних або афроамериканців - 0,5 % — азіатів - 0,1 % — вихідців з тихоокеанських островів - 7,7 % — осіб інших рас |

До двох чи більше рас належало 2,6 %. Частка іспаномовних становила 12,5 % від усіх жителів.
За віковим діапазоном населення розподілялося таким чином: 29,2 % — особи молодші 18 років, 63,4 % — особи у віці 18—64 років, 7,4 % — особи у віці 65 років та старші. Медіана віку мешканця становила 32,5 року. На 100 осіб жіночої статі у місті припадало 97,4 чоловіків;  на 100 жінок у віці від 18 років та старших — 92,2 чоловіків також старших 18 років.
Середній дохід на одне домашнє господарство  становив 69 358 доларів США (медіана — 68 125), а середній дохід на одну сім'ю — 76 172 долари (медіана — 76 141). За межею бідності перебувало 9,9 % осіб, у тому числі 20,3 % дітей у віці до 18 років та 6,4 % осіб у віці 65 років та старших.
Цивільне працевлаштоване населення становило 816 осіб. Основні галузі зайнятості: освіта, охорона здоров'я та соціальна допомога — 19,0 %, мистецтво, розваги та відпочинок — 12,7 %, транспорт — 12,0 %.